# 포승읍
포승읍(浦升邑)은 경기도 평택시에 속한 읍이다.

## 개요
포승읍은 양성군에서 분리하여 수원군에 병합되어 구한말까지 소속되어 있다가 일제 강점기인 1914년 행정구역 개편 때 포내면, 승양면의 전 지역과 안외면의 일부를 병합하여 포내면의 "포"(浦) 자와 승양면의 "승"(升) 자를 따서 포승면으로 부르게 되었다. 이후 인구 증가와 도시화의 진전으로 인해 2006년 12월 29일 포승읍으로 승격되었다.

## 법정리
- 내기리(內基里)
- 도곡리(道谷里)
- 만호리(晩湖里)
- 신영리(新榮里)
- 방림리(芳林里): 행정복지센터 소재지.
- 석정리(石井里)
- 원정리(遠井里)
- 홍원리(洪原里)
- 희곡리(希谷里)

## 특징
포승읍에는 평택·당진항을 중심으로 하는 항만 단지나 공업단지가 조성되었을 뿐 아니라, 서해안고속도로의 서해대교와도 바로 연결되어 수도권에서 충청남도로 가는 관문이 있고, 인근의 아산시, 천안시 등 주변 교통망이 많이 발전되어 있는 게 특징이다. 또한 평택·당진항 내 국제여객터미널에서 중국 산둥성 웨이하이로 가는 여객선도 있다.

## 아파트
| 단지명                      | 건설사         | 시행사           | 주소                               | 입주        | 비고 |
| --------------------------- | -------------- | ---------------- | ---------------------------------- | ----------- | ---- |
| 포승 반도보라빌             | 반도건설       | 반도건설         | 포승읍 포승남로 520 (방림리)       | 2005년 6월  |      |
| 평택 에스알친오애           | 에스알건설㈜   | 에스알산업개발㈜ | 포승읍 서동대로 784 (만호리)       | 2004년 3월  |      |
| 명지미래힐 1단지            | 명지건설㈜     | 신개산업㈜       | 포승읍 승학동길 18 (내기리)        | 2004년 6월  |      |
| 명지미래힐 2단지            | 명지건설㈜     | 신개산업㈜       | 포승읍 승학동길 25 (내기리)        | 2004년 11월 |      |
| 포승지구 모아미래도 1단지   | 모아주택산업㈜ | 모아주택산업㈜   | 포승읍 여술로 74 (도곡리)          | 2005년 12월 |      |
| 포승지구 모아미래도 2단지   | 모아주택산업㈜ | 모아주택산업㈜   | 포승읍 여술로44번길 17 (도곡리)    | 2005년 11월 |      |
| 포승지구 삼부르네상스 1단지 | 삼부토건       | 삼부토건         | 포승읍 포승공단순환로 403 (도곡리) | 2005년 11월 |      |
| 포승지구 삼부르네상스 2단지 | 삼부토건       | 삼부토건         | 포승읍 여술로43번길 18 (도곡리)    | 2005년 11월 |      |

## 교육
- 내기초등학교
- 평택도곡초등학교
- 홍원초등학교
- 원정초등학교
- 포승중학교
- 평택도곡중학교

## 같이 보기
- 서해대교
- 평택·당진항
- 대산항